# Jashinea rodhaini
Jashinea rodhaini är en tvåvingeart som först beskrevs av Joseph Charles Bequaert 1913.  Jashinea rodhaini ingår i släktet Jashinea och familjen bromsar. Inga underarter finns listade i Catalogue of Life.